# اس‌تی‌اس-۶۸
STS-۶۸ (به انگلیسی: STS-68) یک مأموریت فضایی بود که توسط شاتل اندور انجام شد. در تاریخ ۳۰ سپتامبر ۱۹۹۴ این شاتل از پایگاه فضایی کندی به فضا پرتاب شد.